# Мартинович, Бранислав
Бранислав Мартинович (серб. Branislav Martinović, 29 ноября 1937 — 26 февраля 2015) — югославский борец греко-римского стиля, призёр Олимпийских игр.

## Спортивная карьера
Родился в Белграде (Королевство Югославия). С 11 лет начал заниматься греко-римской борьбой в клубе «Металцу». Он быстро добился заметных успехов, и был переведён в клуб «Железничар», где были сконцентрированы лучшие борцы. В 1957 году он в первый раз стал чемпионом Югославии, а в 1958 дебютировал на международных состязаниях, заняв 6-е место на чемпионате мира в Будапеште.
На Олимпийских играх 1960 года в Риме уверенно выступил в лёгком весе, проиграв лишь опытному советскому спортсмену Автандилу Коридзе. В 1961 году он занял 3-е место в лёгком весе на чемпионате мира в Йокогаме.
В 1962 году Международная федерация борьбы изменила деление на весовые категории, теперь в одной весовой категории с Мартиновичем оказались борцы, которые весили больше его прежних соперников. Чтобы вернуться в свою прежнюю категорию, ему пришлось сбрасывать вес, и поэтому в 1962 и 1963 годах он выступал не очень удачно. Однако в 1964 году он всё-таки завоевал бронзовую медаль Олимпийских игр в Токио. В 1966 году он занял 3-е место на чемпионате Европы в Эссене. Больше он медалей на международных чемпионатах не завоёвывал.
В 1968 году  завершил спортивную карьеру.